# Liburnische Junkerlilie
Die Liburnische Junkerlilie (Asphodeline liburnica) ist eine Pflanzenart aus der Gattung der Junkerlilien (Asphodeline) in der Unterfamilie der Affodillgewächse (Asphodeloideae).

## Merkmale
Die Liburnische Junkerlilie ist eine ausdauernde krautige Pflanze, die Wuchshöhen von meist 60 bis 100 (35 bis 145) Zentimeter erreicht. Sie bildet ein Rhizom und Knollenwurzeln aus. Die Laubblätter sind 1 bis 2 Millimeter breit und am Rand rau. Die Deckblätter sind kurz dreieckig bis lanzettlich, kurz zugespitzt, 5 bis 7 (10) Millimeter lang und kürzer als die Blütenstiele. Das Perigon ist gelb gefärbt und (23) 25 bis 35 Millimeter lang. Die Kapselfrüchte weisen einen Durchmesser von 7 bis 8 Millimeter auf.
Die Blütezeit liegt im Juni, zum Teil beginnt sie schon im Mai.

## Vorkommen
Die Liburnische Junkerlilie kommt in Italien, auf dem Balkan und auf Kreta in Macchien und Waldlichtungen vor. Sie ist meist auf Kalk zu finden.

## Nutzung
Die Liburnische Junkerlilie wird selten als Zierpflanze in Rabatten und großen Steingärten genutzt.

## Belege
- Eckehart J. Jäger, Friedrich Ebel, Peter Hanelt, Gerd K. Müller (Hrsg.): Rothmaler Exkursionsflora von Deutschland. Band 5: Krautige Zier- und Nutzpflanzen. Spektrum Akademischer Verlag, Berlin Heidelberg 2008, ISBN 978-3-8274-0918-8.